# Destiny's Child (album)
Destiny's Child è l'album di debutto del gruppo statunitense R&B Destiny's Child, pubblicato nel 1998 per la Columbia Records.

## Descrizione
Successivamente all'abbandono del progetto del gruppo Girls Time, il gruppo si ridimensiona a quattro componenti: Beyoncé Knowles, Kelly Rowland, LeToya Luckett e LaTavia Roberson. Il padre di Byeoncé, Mathew Knowles, diviene manager del gruppo, rinominandolo Destiny's Child e procedendo con la siglatura di un contratto discografico con la Elektra Records. Nel 1996, vedendo che la casa discografica non dava spazio al gruppo, Knowles firma un contratto con la Columbia Records.

Dal 1996 al 1998 il gruppo inizia a collaborare con numerosi produttori e autori in vista del loro primo progetto discografico, tra cui Jerry Duplessis, Jermaine Dupri, Wyclef Jean e D'Wayne Wiggins. L'album prende le sonorità R&B e Soul. Nel 2006, Beyoncé ha raccontato in un'intervista per The Guardian le sensazioni del gruppo sul primo progetto discografico:
«Il primo disco ha avuto successo, ma non un enorme successo; [...] Era un disco neo-soul e noi avevamo 15 anni. Era troppo maturo per noi»

## Promozione
L'album è stato promosso dal singolo No, No, No Part 2, uscito nel novembre 1997. Il brano ha esordito alla terza posizione della Billboard Hot 100, e quinta della UK Singles Chart, ottenendo un discreto successo nelle principali classifiche di vendita internazionali, vendendo complessivamente 2 milioni di copie. No, No, No Part 2 è stato nominato ai Soul Train Music Award come miglior brano R&B/Soul di un gruppo.
Il secondo singolo, With Me, è uscito il 20 gennaio 1998, ottenendo successo solo nel Regno Unito, esordendo alla posizione numero 19 della UK Singles Chart.

## Tracce
1. Second Nature – 5:10 (Kymberli Armstrong, Ronald Isley, Marvin Isley, Ernie Isley, O'Kelly Isley Jr., Chris Jasper, Terry T.)
2. No, No, No Part 2 (feat. Wyclef Jean) – 3:25 (Barry White, Calvin Gaines, Mary Brown, Rob Fusari, Vincent Herbert)
3. With Me Part I (feat. Jermaine Dupri) – 3:26 (Jermanie Dupri, Master P, Manuel Seal)
4. Tell Me – 4:47 (Tim Kelley, Bob Robinson)
5. Bridges – 4:05 (Mean Green, Michelle JoJo Hailey, D'Wayne Wiggins)
6. No, No, No Part 1 – 4:00 (Calvin Gaines, Mary Brown, Rob Fusari, Vincent Herbert)
7. With Me Part II (feat. Master P) – 4:16 (Beyoncé Knowles, LeToya Luckett, Master P, LaTavia Roberson, Kelly Rowland, Jermanie Dupri, Manuel Seal)
8. Show Me the Way – 4:20 (Carl Breeding, Darcy Aldridge, Jeffrey Bowden)
9. Killing Time – 5:09 (Taura Stinson, Dwayne Wiggins)
10. Illusion (feat. Wyclef Jean & Pras) – 3:53 (Isaac Hayes, Tony Swan, Steve Jolley, Ashely Ingram, Leslie John)
11. Birthday – 5:15 (Beyoncé Knowles, LaTavia Roberson, Kelly Rowland, D'Wayne Wiggins)
12. Sail On – 4:06 (Lionel Richie)
13. My Time Has Come (Dedicated to Andretta Tillman) – 4:25 (Sylvia Bennett-Young, R. Vertelney)

Riedizione europea (20 novembre 2001)
1. Know That – 4:26 (R. Oden, A. Robinson)
2. You're The Only One – 3:24 (Tara Stinson, D'Wayne Wiggins)
3. No, No, No (Camdino Soul Extended Remix) – 6:35 (Calvin Gaines, Mary Brown, Rob Fusari, Vincent Herbert)
4. Dubillusions – 7:33 (Isaac Hayes, Tony Swan, Steve Jolley, Ashely Ingram, Leslie John)

Traccia esclusiva della versione giapponese
1. Amazing Grace – 2:38

## Classifiche
| Classifica (1998)                    | Posizione massima |
| ------------------------------------ | ----------------- |
| Canada                               | 29                |
| Paesi Bassi                          | 30                |
| Regno Unito                          | 45                |
| Regno Unito - R&B Albums             | 6                 |
| Stati Uniti                          | 67                |
| Stati Uniti - Top R&B/Hip-Hop Albums | 14                |